# Sinanpaşa (district)
Sinanpaşa (Sincanlı) is een Turks district in de provincie Afyonkarahisar en telt 42.651 inwoners (2007). Het district heeft een oppervlakte van 853,28 km².
De bevolkingsontwikkeling van het district is weergegeven in onderstaande tabel.
| 1997   | 2000   | 2007   |
| ------ | ------ | ------ |
| 48.855 | 58.536 | 42.651 |

Sinanpaşa is gelegen op een vlakte omgeven door bergen, 33 km van de stad Afyon aan de weg tussen Uşak en İzmir. Ruim 6000 inwoners wonen in de gelijknamige stad. De winters zijn er koud en sneeuwrijk; de zomers zijn droog en heet.